# Shallotte
Shallotte (en anglais [ʃəloʊt]) est une ville du comté de Brunswick, en Caroline du Nord, aux États-Unis. Sa population était de 3 675 habitants au recensement de 2010. Elle fait partie de la région métropolitaine de Myrtle Beach. La rivière Shallotte (en) traverse la ville.

## Démographie
| 1900 | 1910 | 1920 | 1930 | 1940 | 1950 |
| ---- | ---- | ---- | ---- | ---- | ---- |
| 149  | 139  | 174  | 214  | 381  | 493  |

| 1960 | 1970 | 1980 | 1990 | 2000  | 2010  |
| ---- | ---- | ---- | ---- | ----- | ----- |
| 480  | 597  | 680  | 965  | 1 381 | 3 675 |

## Source
- (en) Cet article est partiellement ou en totalité issu de l’article de Wikipédia en anglais intitulé « Shallotte, North Carolina » (voir la liste des auteurs).